# Teoro
Con il termine teoro (in greco antico: θεωρός?, theōrós) si indicava una persona che nell'antica Grecia svolgeva varie funzioni pubbliche. 

## Etimologia
Riguardo all'origine della parola, la maggior parte dei lessicografi ritiene che sia composta da θεός (theós, "dio") e ὥρα (óra, "cura"), anche se alcuni credono che la sua radice derivi dal verbo θεάομαι (theáomai, "osservare"). Il significato si accosterebbe quindi a "magistrato", letteralmente “supervisore”, similmente a ἔφορος (éphoros, custode).

## La carica
A volte il teoro era il magistrato di alcuni collegi. Più frequentemente il termine descriveva colui che si recava a rappresentare la propria città nelle festività celebrate, o anche la persona che viaggiava per annunciare solenni festeggiamenti nella propria città invitando ad assistervi. Questo titolo veniva conferito senza alcun significato religioso, in particolare ai sommi magistrati di alcune città come Mantinea e Tegea.
La parola in seguito acquisì il significato di “ambasciatore sacro” o “delegato” (nel senso di supervisore degli affari sacri): il teoro era inviato in missioni speciali di carattere religioso per conto dello Stato (come consultare un oracolo), o per rappresentare la cittadinanza ad un evento religioso, o durante i giochi panellenici o anche per compiere un sacrificio. 
La carica di teoro non era permanente, ma veniva di volta in volta assegnata tra i cittadini. Questo titolo era comune alle polis di tutta la Grecia: ai giochi panellenici ogni città inviava tra i suoi delegati un teoro che si occupasse della parte religiosa della cerimonia, e per questo venivano ricevuti e ospitati da un magistrato apposito, il teorodoco.

## I teori ad Atene
Ad Atene non esistevano dei veri e propri teori, ma l'ufficio veniva affidato a dei cittadini, scelti di volta in volta, che avevano il compito di condurre ambasciate religiose per le varie occasioni sportive dell'Ellenia (i giochi olimpici così come i pitici, i nemei, gli istmici...) e per richiedere oracoli (ad esempio a Delfi), oppure per partecipare alla processione verso Delo per le celebrazioni apollinee di primavera. 
L'attività dei teori era una sorta di liturgia, solitamente molto costosa. Le spese di una tale ambasciata erano coperte in parte dallo Stato, in parte dai cittadini benestanti chiamati ἀρχιθέωροι (archithéoroi), ai quali era affidato il coordinamento. Nel caso delle delegazioni greche inviate a Delfi nel VI secolo a.C. per consultare l'oracolo (nelle quali Pisistrato fece avere ad Atene, per motivi politici, un ruolo di guida) la spesa per lo Stato non era cospicua, e probabilmente nemmeno quella personale dei teori. Una somma considerevole era comunque riservata alla delegazione di Delo: più di un talento per ogni evento annuale, e quasi tre talenti per i più grandi eventi quadriennali; ma la magnificenza dipendeva anche dalla disponibilità dell'architheoro, per il quale assolvere splendidamente al suo compito diventava una questione d'onore. 
Nicia dovette affrontare delle spese inconsuete per la sua ambasciata a Delo, e Alcibiade sorprese tutti gli spettatori ad Olimpia con la sua comparsa.